# Balanod
Balanod település Franciaországban, Jura megyében. Lakosainak száma 333 fő (2022. január 1.). Balanod Joudes, Montagna-le-Reconduit, Saint-Amour, Condal és Les Trois-Châteaux községekkel határos.

## Népesség
A település népességének változása:
| Lakosok száma | 327  | 297  | 319  | 317  | 352  | 355  | 349  | 351  | 354  | 333  |
|               | 1968 | 1982 | 1990 | 2006 | 2013 | 2015 | 2017 | 2019 | 2020 | 2022 |